# 莫尔桑克斯站
莫尔桑克斯站是法国的一个铁路车站，位于法国西南部市镇莫尔桑克斯。

## 位置
莫尔桑克斯站位于莫尔桑克斯的东部。车站大致呈南北走向，开口朝西。
莫尔桑克斯站是一个区域性的铁路枢纽，南北向的波尔多－伊伦铁路和东西向的莫尔桑克斯－巴涅尔铁路在此交汇。由于莫尔桑克斯站较小，该站没有TGV列车停靠。

## 停靠线路
以下列车线路在莫尔桑克斯站停靠：
| 莫尔桑克斯站列车线路表 |      |                 |          |                 |
| 线路                   | 车种 | 上一站          | 下一站   | 大致运行频率    |
| 波尔多—昂代伊/伊伦     | TER  | 比加诺/拉布耶尔 | 达克斯   | 每天6趟左右     |
| 塔布→波尔多            | TER  | 达克斯          | 比加诺   | 每天1趟（单向） |
| 波尔多—蒙德马桑        | TER  | 比加诺/拉布耶尔 | 伊戈斯   | 每天7趟左右     |
| 莫尔桑克斯—蒙德马桑    | TER  | （起点）        | 阿朗戈斯 | 每天2趟左右     |
| 1.                     |      |                 |          |                 |

## 配套交通

### 长途客车
莫尔桑克斯站对应的大巴车上下车地点位于车站前方的广场上。
| 停靠莫尔桑克斯站的大巴车 |                |                                                                        |
| 上下车地点               | 运营单位       | 主要目的地                                                             |
| 莫尔桑克斯站门口         | 朗德省城际客运 | 孔蒂海滩                                                               |
| 莫尔桑克斯站门口         | SNCF           | （当某条铁路线施工或罢工时，SNCF可能会提供途径该线路沿途站点的大巴车） |
| 1. 2. 3.                 |                |                                                                        |

### 市内交通
莫尔桑克斯站附近暂无常规城市公共交通线路。

## 临近车站
| 莫尔桑克斯站（Gare de Morcenx） |                        |                           |
| 上行车站                        | 线路                   | 下行车站                  |
| 拉布耶尔站 19.7km ←             | 波尔多－伊伦铁路       | 拉吕克站（货运） → 25.2km |
| （起点）                        | 莫尔桑克斯－巴涅尔铁路 | 阿朗戈斯站 → 9.1km        |
| - 本表仅显示运营中的线路及车站  |                        |                           |